# Ed Miller
Ed Miller (född 10 augusti 1979) är en amerikansk pokerspelare och författare till pokerböcker. Hans böcker publiceras på Two Plus Two Publishing och han har samarbetat med David Sklansky och Mason Malmuth.